# Saurida longimanus
Anoli aile longue
Espèce
Statut de conservation UICN

 LC 28 juin 2018 : Préoccupation mineure
Saurida longimanus est une espèce de poissons de la famille des Synodontidae.

## Systématique
L'espèce Saurida longimanus a été décrite pour la première fois en 1939 par l'ichtyologue britannique John Roxborough Norman (1898–1944) dans le golfe d'Oman.

## Distribution
Cette espèce se croise essentiellement dans l'océan Indien et dans l'océan Pacifique ouest, plus particulièrement, au large d'Oman, de la Thaïlande et de l'Australie.

## Description
Saurida longimanus est une espèce pouvant mesurer jusqu'à 254,6 mm, et dont l'holotype mesure 162 mm
Cette espèce se trouve principalement sur le plancher océanique au large, à des profondeurs variant généralement de 50 à 200 m, bien qu'elle puisse être retrouvée jusqu'à 280 m.
Il s'agit d'un poisson allongé, à la mâchoire proéminente dont le ventre est gris clair, pratiquement blanc, et dont le dos est plus foncé.
Saurida longimanus se distingue particulièrement des autres espèces de son genre par sa nageoire pectorale bien plus allongée, dont l'espèce tire son nom et ses différents noms vernaculaires.

## Étymologie
Son épithète spécifique, longimanus, (longus long et manus main) fait référence à la longueur, proportionnellement importante, de sa nageoire pectorale.

## Comportement

### Parasites
Saurida longimanus est l'hôte de divers ectoparasites copépodes comme Taeniacanthus sauridae.
Saurida elongata héberge également des endoparasites cestodes comme Oncodiscus sauridae

## Publication originale
- The John Murray Expedition, 1933-34 (revue scientifique), Musée d'histoire naturelle de Londres.